# Berre-l'Étang
Berre-l'Étang je město ve Francii v departementu Bouches-du-Rhône.

## Poloha
Město leží v zálivu Étang de Berre, přibližně 30 km od Marseille.

## Vývoj počtu obyvatel
| Rok            | 1962  | 1968  | 1975  | 1982  | 1990  | 1999  | 2008  |
| Počet obyvatel | 10327 | 15588 | 12069 | 12562 | 12672 | 13415 | 13881 |

## Významné osobnosti
- Alex Métayer
- Jean Mermoz
- Henri Fabre
- Albert Emon